# كلوي شيري
كلوي شيري (بالإنجليزية: Chloe Cherry)‏ (مواليد 23 أغسطس 1997) هي ممثلة، ممثلة إباحية وعارضة أمريكية. بدأت مسيرتها في الأفلام الإباحية في 2015 وظهرت في أكتر من 200 فيلم. وفي 2022 قامت بدور شخصية فاي في مسلسل نشوة من إنتاج إتش بي أو.

## وصلات خارجية
- كلوي شيري على موقع IMDb (الإنجليزية)
- كلوي شيري على موقع قاعدة بيانات الفيلم (الإنجليزية)
- كلوي شيري على موقع ليتربوكسد (الإنجليزية)
- كلوي شيري على موقع كينوبويسك (الروسية)